# 우라모토 겐타로
우라모토 겐타로(일본어: 浦本 賢太郎, 1982년 11월 13일~)는 일본의 축구 선수이다.

## 구단 경력
2001년 J2리그의 오이타 트리니타에 입단했다. 2002년 J2리그 우승으로 J1리그로 승격했다. 2004년후 현역 은퇴.